# Metanoato de butila
Metanoato de butila é o éster resultante da condensação do ácido metanoico com o butanol.